# Neil McCarthy
Neil McCarthy (* 26. Juli 1932 in Lincoln; † 6. Februar 1985 in Fordingbridge) war ein britischer Schauspieler.

## Leben und Karriere
Der Sohn eines Zahnarztes arbeitete zunächst als Lehrer, ehe er sich der Schauspielerei zuwandte und seit Ende der 1950er-Jahre auf verschiedenen Bühnen stand. McCarthy galt privat als ruhiger Mensch, der viel von Sprache und Literatur verstand sowie ein guter Pianist war. Doch auf der Kinoleinwand wurde der Schauspieler aufgrund seiner hochgewachsenen Gestalt und den markanten Gesichtszügen meist auf ungehobelte, oft auch zwielichtige Rollen besetzt. Sein einprägsames Aussehen war die Folge einer Akromegalie.
Bekannte Rollen waren die eines walisischen Soldaten in Zulu und seine Verkörperung des Calibos im Film Kampf der Titanen. Er spielte weitere Nebenrollen in Filmen wie Agenten sterben einsam, Auf zur Navy, Ein Haufen toller Hunde und Time Bandits.  Im britischen Fernsehen spielte McCarthy außerdem zwischen den 1960er- und frühen 1980er-Jahren in zahlreichen Fernsehserien wie Mit Schirm, Charme und Melone, Department S, Doctor Who und Die Profis mit. Eine feste Rolle hatte er als Farmgehilfe Sam Woodyard in der ersten Staffel der Kinderserie Catweazle.
McCarthy starb im Alter von 52 Jahren an einer Motoneuron-Krankheit.

## Filmografie (Auswahl)
- 1960: Die Spur führt ins Nichts (The Criminal)
- 1960: Geheimauftrag für John Drake (Danger Man, Fernsehserie, 1 Folge)
- 1960: In den Fängen des FBI (Offbeat)
- 1961–1969: Mit Schirm, Charme und Melone (The Avengers, Fernsehserie, 3 Folgen)
- 1962: Auf zur Navy (We Joined the Navy)
- 1964/1965: Simon Templar (The Saint, Fernsehserie, 2 Folgen)
- 1964: Zulu
- 1965: Ein Haufen toller Hunde (The Hill)
- 1968: Agenten sterben einsam (Where Eagles Dare)
- 1968: Der Coup der 7 Asse (Sette volte sette)
- 1969: Department S (Fernsehserie, 1 Folge)
- 1969: Randall & Hopkirk – Detektei mit Geist (Randall & Hopkirk (Deceased), Fernsehserie, 1 Folge)
- 1970: Catweazle (Fernsehserie, 13 Folgen)
- 1971–1979: Doctor Who (Fernsehserie, 9 Folgen)
- 1972: Ein liebenswerter Schatten (Follow Me!)
- 1972: Jason King (Fernsehserie, 1 Folge)
- 1973: Black Beauty (The Adventures of Black Beauty, Fernsehserie, 1 Folge)
- 1973: Sie reiten wieder (Steptoe and Son ride again)
- 1974: Task Force Police (Softly Softly Task Force, Fernsehserie, 1 Folge)
- 1976: Die unglaubliche Sarah (The Incredible Sarah)
- 1978: Der Dieb von Bagdad (The Thief of Bagdad) (Fernsehfilm)
- 1978: Simon Templar – Ein Gentleman mit Heiligenschein (Return of the Saint, Fernsehserie, 1 Folge)
- 1980: Die Profis (The Professionals, Fernsehserie, 1 Folge It's Only a Beautiful Picture..)
- 1980: Shogun (fünfteilige Fernseh-Miniserie)
- 1980–1981: Emmerdale Farm (Emmerdale, Fernsehserie, 8 Folgen)
- 1981: Kampf der Titanen (Clash of the Titans)
- 1981: Time Bandits
- 1982: Nancy Astor (Fernseh-Miniserie, 3 Folgen)